# Ermita de San Antonio (La Mata)
La ermita de San Antonio, en La Mata, es un edificio religioso catalogado como Bien de Relevancia Local según la Disposición Adicional Quinta de la Ley 5/2007, de 9 de febrero, de la Generalitat, de modificación de la Ley 4/1998, de 11 de junio, del Patrimonio Cultural Valenciano (DOCV Núm. 5.449 / 13/02/2007), con el código 12.01.075-006.
Es un pequeño edificio de planta cuadrada situada a unos tres quilómetros de La Mata, en el mismo camino por el que se accede a la ermita de Santa Bárbara, muy cercana al río Cantavieja.
Pese a sus reducidas dimensiones y localización difícil, los vecinos de La Mata siguen celebrando en ella la festividad de San Antonio de Padua el 13 de junio de cada año.